# Deukalion (Sohn des Minos)
Deukalion (altgriechisch Δευκαλίων Deukalíōn) war laut griechischer Mythologie der Sohn des Minos und Vater des Idomeneus. Seine Mutter war Pasiphae, nach Überlieferung des Asklepiades von Samos war Krete seine Mutter, nach der Bibliotheke des Apollodor war Krete jedoch seine Tochter. Als unehelicher Sohn wird des Weiteren Molos genannt, der aber auch als sein Bruder überliefert wird. Er wurde nach seinem Bruder Katreus König von Kreta. 
Deukalion, der auch Teilnehmer der kalydonischen Eberjagd war, verheiratete seine Schwester Phaidra mit Theseus, um ein Bündnis mit Athen einzugehen. Nach einem Fragment des Atthidographen Kleidemos wurde er von Theseus, der laut Pausanias zu Deukalion sich flüchten wollte, aber nach Skyros abgetrieben wurde, erschlagen. Nach seinem Tod bestieg sein Sohn Idomeneus den Thron.
Odysseus erzählt bei seiner Rückkehr nach Ithaka, als er sich noch als Bettler ausgibt, gegenüber Penelope, dass er ein Sohn des Deukalion und Bruder des Idomeneus sei.